# Euscelidia festiva
Euscelidia festiva là một loài ruồi trong họ Asilidae. Euscelidia festiva được Janssens miêu tả năm 1954. Loài này phân bố ở vùng nhiệt đới châu Phi.